# Zaubermärchen
Die Zaubermärchen oder Wundermärchen bilden eine spezielle Untergattung von Erzählungen im Bereich der Märchen. Gemeinsames Merkmal dieser am häufigsten vorkommenden Märchenart ist die Vorstellung, dass es möglich sei, die Wirklichkeit durch magische Handlungen oder Dinge zu beeinflussen. Magische Kräfte, die Kenntnis von Zaubersprüchen, der Besitz von sogenannten Wünscheldingen spielen eine große Rolle. Zu dieser Gattung gehören sowohl Volksmärchen als auch Kunstmärchen.

„Vor allem aber sind die Märchen voll der seltsamsten Gegenstände, denen wunderbare Fähigkeiten eignen. Da gibt es Tischleindeck-dich und Knüppel-aus-dem-Sack, ewig gefüllte Beutel und nie versiegende Töpfe und Krüge, Mäntel und Hüte, die unsichtbar machen, Schwerter, die auf Befehl alle Köpfe abschlagen, Trommeln oder Tornister, aus denen man ganze Regimenter hervortrommeln kann, Hüte, die, gerückt, Kanonenkugeln schiessen oder gewaltigen Frost erzeugen, Salben, die unverwundbar machen oder heilen, Wasser, das Gesundheit oder ewiges Leben verleiht, Tau, der Blinde sehen macht, Schiffe, die über Land und Wasser fahren, Stiefel, die ihren Träger mit jedem Schritte sieben Meilen weiter bringen, Pfeifen, die hilfreiche Tiere oder Dämonen herbeirufen, und sonst Zauber- und Wunderdinge in endloser Fülle. Diese wunderbaren Gegenstände rühren meist aus dem Besitze übermenschlicher Wesen. Der menschliche Märchenheld erhält sie als Gaben, die diese dämonischen Gestalten ihm barmherzig und hilfreich darreichen. Oder die Dämonen treten dem Helden feindlich entgegen, er besiegt sie in gefährlichem Kampfe und bemächtigt sich so ihrer wunderbaren Werkzeuge.“

## Arten von Zaubermärchen
Die Einordnung geht zurück auf Antti Aarne, der als Erster eine Einteilung der Volksmärchen in Tiermärchen, den Schwank und das „eigentliche Märchen“ vornahm. Der letztgenannte Typ wurde von ihm wiederum in vier Untertypen untergliedert: Zaubermärchen, legendenartige Märchen, novellenartige Märchen und Märchen vom dummen Teufel oder Riesen. Die Zaubermärchen sind noch einmal in die folgenden Untergruppen unterteilt:
- Übernatürlicher Gegner
- Übernatürlicher oder verzauberter Gatte (Gattin) oder sonstiger Angehöriger
- Übernatürliche Aufgabe
- Übernatürlicher Helfer
- Übernatürlicher Gegenstand
- Übernatürliches Können oder Wissen
- Andere übernatürliche Momente

Das Märchenlexikon der edition amalia zählt über 120 Zaubermärchen auf.
Zu den bekannteren gehören z. B.
- Allerleirauh
- Aschenputtel
- Der Blaubart
- Die Nixe im Teich
- Der Drachentöter
- Vom Fischer und seiner Frau
- Der Froschkönig
- Der goldene Vogel
- Der singende Knochen
- Der starke Hans
- Die drei Sprachen
- Das Mädchen ohne Hände
- Die drei Zitronen
- Die goldene Gans
- Die kluge Bauerntochter
- Die zertanzten Schuhe
- Rapunzel
- Einäuglein, Zweiäuglein und Dreiäuglein
- Frau Holle
- Griseldis
- König Drosselbart
- Die Schöne und das Biest (Volksmärchen)
- Rotkäppchen
- Rumpelstilzchen
- Schneewittchen
- Von dem Machandelboom

Weitere Zaubermärchen finden sich in anderen Kulturkreisen wie den Feenmärchen der nordischen Länder oder den
Märchen der Sinti und Roma, deren Aufzeichnungszeit teilweise nach der Typenverzeichnis von Aarne-Thompson-Index liegt und an denen sich die Verbindung der europäischen Zaubermärchen mit denen des Orients aufzeigen lässt. Ein bekanntes Beispiel eines Zaubermärchens aus dem Morgenland ist Aladin und die Wunderlampe aus Tausendundeine Nacht, ein weiteres aus der Türkei Allem-Kallem, das Zauberspiel.
Beispiele für Zaubermärchen aus der Gattung der Kunstmärchen sind Der Zwerg Nase von Wilhelm Hauff, Der Sturm. Ein Zaubermärchen von William Shakespeare und Klingsor. Ein Zaubermärchen von Friedrich Schnack.

## Zaubermärchen in der Märchenforschung
Der russische Märchenforscher Wladimir Jakowlewitsch Propp verband den Begriff Zaubermärchen mit einem elastischen Handlungsschema, welches eine Reihe von maximal 31 Funktionen umfasst; die Handlungsreihe beginnt mit einem Mangel, der Zufügung eines Schadens (Raub, Verjagung u. ä.) oder mit dem Wunsch, eine Sache zu besitzen, beinhaltet Prüfungen und durchzustehende Kämpfe des Protagonisten, Verbote und ihre Übertretung, die Begegnung mit dem Schenker des Zaubermittels, und endet mit dem siegreichen Erfolg, der Rückkehr oder Ankunft des Helden, seiner Heirat und fallweise der Thronbesteigung. Dabei sind nicht alle Funktionen verpflichtend, sondern Propp geht von einem kompositionellen Kern aus, der sehr vielen und ganz verschiedenartigen Sujets zugrunde liegen kann. Als einzige unentbehrliche Funktion nennt Propp die Situation des Mangels oder der Schädigung, der die Beseitigung durch einen Zauber im Verlauf der Erzählung folgt. Die 31 Funktionen können auf sieben Handlungsträger verteilt sein: den Antagonisten, den Geber des Zaubermittels, den Helfer, die gesuchte (begehrte) Person, den Sender, den Helden und den falschen Helden oder Unhelden. Propp bezog sich in seinen Forschungen auf das russische Zaubermärchen.
Der deutsche Märchenforscher Walter Scherf betont als Charakteristikum der Zaubermärchen, dass sich Irreales und Reales wie im Traum so miteinander verbinden, dass sich niemand über die Sprünge und scheinbaren Ungereimtheiten wundert.